# نظریه خودادراکی
نظریه خودادراکی (به انگلیسی: Self-perception theory) شرحی از شکل‌گیری نگرش است که توسط روان‌شناس داریل بم گسترش یافته‌است. ادعا می‌کند که افراد نگرش‌های خود را (زمانی که نگرش پیشین به دلیل نبود تجربه و غیره وجود ندارد - و پاسخ هیجانی مبهم است) با مشاهده رفتار خود و نتیجه‌گیری اینکه چه نگرش‌هایی باید سبب آن شده باشد، گسترش می‌دهند. این نظریه ماهیت ضدشهودی دارد، زیرا حکمت مرسوم این است که نگرش‌ها رفتارها را تعیین می‌کنند. افزون بر این، این نظریه پیشنهاد می‌کند که افراد بدون دسترسی به شناخت درونی و حالات خلقی، نگرش‌هایی را القا می‌کنند. فرد رفتارهای آشکار خود را به گونه‌ای منطقی تفسیر می‌کند که تلاش می‌کند رفتار دیگران را توضیح دهد.
یکی از کاربردهای سودمند نظریه خودادراکی در تغییر نگرش، هم از نظر درمانی و هم از نظر متقاعدسازی است.